# Ernst August Krahl
Ernst August Krahl (* 26. Oktober 1858 in Dresden; † 22. November 1926 in Wien) war ein deutsch-österreichischer Heraldiker.

## Leben
Krahl studierte ab 1873 an der Kunstakademie Dresden, 1877 kam er nach Wien zu seinem Onkel in die Lehre. Er besuchte die Kunstgewerbeschule (bei Ferdinand Laufberger, Friedrich Sturm und Julius Victor Berger), 1882/1883 studierte er in Berlin und von 1884 bis 1888 bei August Eisenmenger an der Akademie der bildenden Künste. 1890 machte sich Krahl selbständig. Er schuf unter anderem die Wappen an der Decke des Wappensaals des Kunsthistorischen Museums, das große Wappenalbum des mährischen Großgrundbesitzes und die 32 Kronländerwappen im Arsenal.

## Werke
- Die Wappen der Republik Österreich und ihrer Bundesländer: Gezeichnet von Ernst Krahl. Text von Hanns Jäger-Sunstenau. In: Österreichische Staatsdruckerei. Wien 1948.
- Mährisches Wappenbuch vom Jahre 1888. In: Beheym-Verlag Ales Zelenka. 1986.